# بهاویشیا پورانا
بهاویشیا پورانا (انگلیسی: Bhavishya Purana)، یکی از هجده اثر اصلی در ژانر پورانا هندوئیسم است که به زبان سنسکریت نوشته شده است. عنوان «بهاویشیا» به معنای «آینده» است و به معنای اثری است که حاوی پیشگویی‌هایی در مورد آینده است. بهاویشیا پورانا در بسیاری از نسخه‌های متناقض وجود دارد که در آن محتوا و همچنین زیربخش‌های آنها متفاوت است و پنج نسخه اصلی شناخته شده است.
هاویشیا پورانا یازدهمین در بین پوراناها است و شامل پنج قسمت است. بخش اول شامل شرح پیدایش، عظمت خدایان و پرستش خداوند ویشنو، شیوا و سوریا (ایزد) است. بخش دوم، سوم و چهارم به ترتیب دربارهٔ عظمت شیوا، ویشنو و سوریا توضیح می‌دهد. پیش‌بینی‌های بسیار دقیقی دربارهٔ آدم و حوا، کشتی نوح، سقوط سانسکریت و آمدن زبان‌های دیگر، دربارهٔ آمدن بودا، مادهاواچاریا، چاندراگوپتا، آشوکا، جایادوا و و کریشنا چاتوبودلینگ و کریشنا چاتوبودلینگ می‌دهد.
این اولین پورانایی بود که به زبان اروپایی ترجمه شد، با سه ترجمه فرانسوی نیز بین سال‌های ۱۸۴۰ و ۱۸۵۷. نویسندگان غربی آخرین تاریخ نوشتن این اثر را به قرن سیزدهم نسبت می دهند.

## مغ
در بهاویشیا پورانا یک گروه مذهبی به نام «ماگا» (Maga) ظاهر می‌شود. در سامبا پورانا یا بهاویشیا پورانا آنها که «ماگا براهمانا» نیز نامیده می‌شوند، در پرستش خدای خورشید تخصص داشتند. هر دو متن دینی همچنین به وظایف مذهبی و آداب و رسوم ماگا اشاره دارند که از جمله آنها می‌توان به آویاگا و بسیاری از واجبات و آداب و رسوم مذهبی در میان برهمن‌های ارتدکس یافت نمی‌شود، مانند بستن کمربند به نام «ارسی» قابل مشاهده است. همچنین باید توجه داشت که آداب و رسومی مانند بستن کمربند پیش از اسلام در آیین باستانی ایران نیز دیده می‌شود. در دین زرتشتی این کمربند کستی نام دارد. شباهت‌های دین ماگا و ادیان باستانی ایران در سامبا پورانا یا بهاویشیا پورانا و همچنین بر اساس وجود افسانه سامبا که از مهاجرت هندی‌ها از شبه قاره هند حکایت می‌کند، منشأ ماگا/مغان است. نظر غالب این است که آنها نوعی گروه مذهبی ایرانی باستان بوده‌اند که به هند مهاجرت کرده‌اند. بنا بر فرضیه‌ها ماگاها کسانی بودند که منشأ آن ایران بود اما در هند به برهمن معروف شد.